# منطقه هوایی بابایی اصفهان
منطقه هوایی بابایی اصفهان روستایی در دهستان قهاب شمالی بخش مرکزی شهرستان اصفهان استان اصفهان ایران است.

## جمعیت
بر پایه سرشماری عمومی نفوس و مسکن در سال ۱۳۹۵ جمعیت این روستا ۸٬۶۶۴ نفر (۲٬۶۴۷خانوار) بوده‌است.